# Téo James Michel
Téo James Michel (Parigi, 3 maggio 2004) è un calciatore haitiano con cittadinanza francese, attaccante dell'Ibiza Islas Pitiusas e della nazionale haitiana.

## Carriera

### Club
Cresciuto nel settore giovanile del Châteauroux, con cui dal 2021 al 2025 ha segnato 5 reti in 59 partite nella quinta divisione francese con la squadra riserve, il 23 giugno 2022 ha firmato il suo primo contratto professionistico ed il 28 aprile 2023 ha debuttato in prima squadra nell'incontro di Championnat National (terza divisione francese) perso 5-1 contro il Villefranche. A partire dalla stagione 2024-2025 è stato promosso stabilmente in prima squadra ed il 6 dicembre ha segnato il suo primo gol nella trasferta pareggiata 2-2 contro il Sochaux.

### Nazionale
Ha debuttato con la nazionale haitiana il 22 marzo 2025 nell'incontro amichevole vinto 3-0 contro l'Azerbaigian.
Sempre nel 2025 ha inoltre anche partecipato alla CONCACAF Gold Cup.

## Statistiche

### Presenze e reti nei club
Statistiche aggiornate all'11 giugno 2025.
| Stagione        | Squadra         | Campionato      | Campionato | Campionato | Coppe nazionali | Coppe nazionali | Coppe nazionali | Coppe continentali | Coppe continentali | Coppe continentali | Altre coppe | Altre coppe | Altre coppe | Totale | Totale | Totale |
| Stagione        | Squadra         | Comp            | Pres       | Reti       | Comp            | Pres            | Reti            | Comp               | Pres               | Reti               | Comp        | Pres        | Reti        | Pres   | Reti   |        |
| --------------- | --------------- | --------------- | ---------- | ---------- | --------------- | --------------- | --------------- | ------------------ | ------------------ | ------------------ | ----------- | ----------- | ----------- | ------ | ------ | ------ |
| 2021-2022       | Châteauroux 2   | N3              | 10         | 1          | -               | -               | -               | -                  | -                  | -                  | -           | -           | -           | 10     | 1      |        |
| 2022-2023       | Châteauroux 2   | N3              | 23         | 1          | -               | -               | -               | -                  | -                  | -                  | -           | -           | -           | 23     | 1      |        |
| 2023-2024       | Châteauroux 2   | N3              | 21         | 2          | -               | -               | -               | -                  | -                  | -                  | -           | -           | -           | 21     | 2      |        |
| 2024-2025       | Châteauroux 2   | N3              | 5          | 1          | -               | -               | -               | -                  | -                  | -                  | -           | -           | -           | 5      | 1      |        |
| 2022-2023       | Châteauroux     | N               | 1          | 0          | CF              | 0               | 0               | -                  | -                  | -                  | -           | -           | -           | 1      | 0      |        |
| 2023-2024       | Châteauroux     | N               | 1          | 0          | CF              | 0               | 0               | -                  | -                  | -                  | -           | -           | -           | 1      | 0      |        |
| 2024-2025       | Châteauroux     | N               | 26         | 1          | CF              | 0               | 0               | -                  | -                  | -                  | -           | -           | -           | 26     | 1      |        |
| Totale carriera | Totale carriera | Totale carriera | 87         | 6          |                 | 0               | 0               |                    | -                  | -                  |             | -           | -           | 87     | 6      |        |

### Cronologia presenze e reti in nazionale
| Cronologia completa delle presenze e delle reti in nazionale ― Haiti | Cronologia completa delle presenze e delle reti in nazionale ― Haiti | Cronologia completa delle presenze e delle reti in nazionale ― Haiti | Cronologia completa delle presenze e delle reti in nazionale ― Haiti | Cronologia completa delle presenze e delle reti in nazionale ― Haiti | Cronologia completa delle presenze e delle reti in nazionale ― Haiti | Cronologia completa delle presenze e delle reti in nazionale ― Haiti | Cronologia completa delle presenze e delle reti in nazionale ― Haiti |
| Data                                                                 | Città                                                                | In casa                                                              | Risultato                                                            | Ospiti                                                               | Competizione                                                         | Reti                                                                 | Note                                                                 |
| -------------------------------------------------------------------- | -------------------------------------------------------------------- | -------------------------------------------------------------------- | -------------------------------------------------------------------- | -------------------------------------------------------------------- | -------------------------------------------------------------------- | -------------------------------------------------------------------- | -------------------------------------------------------------------- |
| 22-3-2025                                                            | Sumqayıt                                                             | Azerbaigian                                                          | 0 – 3                                                                | Haiti                                                                | Amichevole                                                           | -                                                                    | 86’                                                                  |
| 7-6-2025                                                             | Oranjestad                                                           | Aruba                                                                | 0 – 5                                                                | Haiti                                                                | Qual. Mondiali 2026                                                  | -                                                                    | 74’                                                                  |
| Totale                                                               |                                                                      | Presenze                                                             | 2                                                                    |                                                                      | Reti                                                                 | 0                                                                    |                                                                      |